# С-10 «Гранат»
С-10 «Гранат» (индекс УРАВ ВМФ: 3К10, по кодификации НАТО: SS-N-21 «Sampson» — Сэмпсон) — ракетный комплекс морского базирования с крылатой ракетой (КР) стратегического назначения КС-122, предназначенный для использования из 533-мм торпедных аппаратов подводных лодок для поражения административно-промышленных центров потенциального противника с заранее известными координатами.
Ракетные комплексы с КР могут применяться для поражения целей, расположенных в тактической и стратегической глубине территории потенциального противника для завоевания и удержания господства во время ведения военных (боевых) действий. КР с небольшим по размерам корпусом имеет малое отражение радиоволн и позволяет атаковать цель на очень малой высоте, что крайне затрудняет своевременное обнаружение ракеты радиолокационными средствами и её уничтожение.

## История проектирования
Технологическое соревнование между капиталистической и социалистической системами за обладание наиболее лучшим вооружением и военной техникой достигла своего пика к началу 1980-х годов. Основная ставка в возможном уничтожении потенциального противника, помимо баллистических ракет, с ядерной боевой частью, на различных носителях, была сделана на КР наземного, воздушного и морского базирования. Активной разработка КР подобного типа в СССР и США началась практически одновременно — США начали работу в 1972 году, а СССР с 1974 года. В Советском Союзе, партия и правительство, разработку комплекса и КР большой дальности, чтобы поразить практически любой необходимый объект потенциального противника в любое время и в любом месте под названием «Рельеф» поручили ряду предприятий оборонной промышленности.
Разработку C-10 «Гранат» осуществляло СМКБ «Новатор» под руководством главного конструктора Л. В. Люльева.
Система инерциального управления ракетой разрабатывалась в НИИП (НИИПриборостроения) под руководством главного конструктора А. С. Абрамова.
Для испытаний комплекса в 1978 году была модернизирована по проекту 633КС подводная лодка С-128. После шести испытательных пусков, совершённых в 1979—1980 годах, комплекс «Гранат» был направлен на государственные испытания, которые прошли при участии атомной подводной лодки проекта 671РТМ.
В 1984 году комплекс был принят на вооружение ВМФ ВС СССР для подводного старта из 533-мм торпедных аппаратов подводных лодок.
Первую успешную стрельбу двумя КР на Тихоокеанском флоте Союза провели на государственных испытаниях АПЛ К-322 «Кашалот» проекта 971 в 1989 году, командир капитан 1 ранга Лапуцкий Е. Т.
При принятии на вооружение под данный ракетный комплекс были модернизированы три подводные лодки проекта 667А «Навага» до типа 667АТ «Груша».
2 декабря 1993 года в период несения боевого дежурства (командир — капитан первого ранга Игишев С. М., старший на борту — контр-адмирал Кириллов Ю. В.), экипаж АПЛ К-391 «Кит» (проекта 971 «Щука-Б») впервые в истории ВМФ успешно выполнил стрельбу двумя крылатыми ракетами комплекса C-10 «Гранат» из одного района боевых действий по разным полётным заданиям. Действия подводников были высоко оценены командованием флота.

## Конструкция
Ракетный комплекс 3К10 включал пусковую установку, крылатую ракету 3М10, класса «вода-воздух-вода», и корабельную систему управления стрельбой.
1. ПУ комплекса представляет собой 533-мм торпедный аппарат подводной лодки.
2. Крылатая ракета КС-122 (Индекс УРАВ ВМФ: 3М10) класса «вода-воздух-вода», двухступенчатая, с твердотопливным ускорителем и воздушно-реактивным маршевым двигателем, построенная по нормальной аэродинамической схеме, с раскрывающимся после выхода из контейнера крылом и БЧ в ядерном снаряжении.
3. Корабельная система управления стрельбой представлял собой комплекс электронного оборудования и механических устройств, которые обеспечивали хранение, приём целеуказания, подготовку, заряжание, ввод полётного задания и проведение пуска.

## Принцип действия
Перед выстрелом из торпедного аппарата подводной лодки в ракету вводятся с помощью специального разъёма полётные данные с точными координатами цели и данными рельефа местности на прилегающей территории по маршруту движения крылатой ракеты, которые получают от разведывательных спутников. Перед пуском контейнер с ракетой, находящийся внутри торпедного аппарата, заполняется водой, а внутри ракеты 3М10 создаётся уравнивающее давление для исключения деформации корпуса ракеты. Команда на «Пуск» подаётся офицером управляющим стрельбой, когда он убедится, что введены все необходимые исходные данные. После выхода контейнера с ракетой из торпедного аппарата, на безопасном расстоянии, запускается стартовый твердотопливный ракетный двигатель, а после выхода контейнера из воды происходит отстрел стартовой ступени и головной крышки контейнера. Затем крылатая ракета покидает контейнер, автоматически раскрываются крылья и хвостовое оперение и она выводится на активный участок полёта с помощью маршевого двигателя. Спустя минуту крылатая ракета переходит на заданную траекторию полёта под управлением инерциальной системы и летит на высоте 15-200 метров со скоростью 0,7 Маха. Кроме инерциальной системы, крылатая ракета имеет аппаратуру, которая позволяет время от времени сравнивать заложенные в памяти бортовой ЭВМ данные о профиле рельефа местности на расчётном маршруте с фактическими измерениями радиовысотомера ракеты в полёте. Береговая цель уничтожается подрывом СБЧ.

## Модификации
- С-10 «Гранат» (Индекс УРАВ ВМФ: 3К10, по кодификации NATO — OTAN: SS-N-21 Sampson) — ракетный комплекс морского базирования, принят на вооружение в 1984 году.
- РК-55 «Рельеф» (Индекс УРАВ ВМФ: 3К12, по кодификации NATO — OTAN: SSC-X-4 Slingshot — «Рогатка») — подвижный грунтовый ракетный комплекс, создавался с 1983 года в ответ на развёртывание в Европе американских крылатых ракет GLCM наземного базирования («Томагавк»). До подписания договора о РСМД успели начать опытную эксплуатацию в части ВС СССР в Елгаве. 10 октября 1988 года в соответствии с Договором о сокращении РСМД, была уничтожена последняя КР, из числа подлежавших уничтожению (6 единиц РК-55 и их боекомплект 84 КР).